# Sokorói-Bakony-ér
A Sokorói-Bakony-ér a Bakonyban ered, Győr-Moson-Sopron vármegyében, mintegy 250 méteres tengerszint feletti magasságban. A patak forrásától kezdve északi irányban halad, majd Koroncónál eléri a Marcalt.
A vízfolyásba a Bánya-ér, a Burics-patak, a Szakács-ér, a Csuki-ér és a Felpéci-csatorna torkollik bele.

## Part menti települések
- Bakonyszentlászló
- Bakonygyirót
- Gic
- Bakonytamási
- Nagydém
- Kajárpéc
- Felpéc
- Győrszemere
- Koroncó